# Debelec
Debelec (bulharsky Дебелец) je město ležící v Předbalkánu ve středním Bulharsku. Nachází se 6 km jižně od města Veliko Tarnovo, správního střediska stejnojmenné obštiny, a žije v něm přibližně 3 600 obyvatel.
Na jeho okraji protéká řeka Belica.

## Zeměpis
Nachází se v malé kotlině tvořené předbalkánskou pahorkatinou. Poblíž leží města Kilifarevo a Drjanovo. Debelec leží na přístupu k horským průsmykům Šipka a Republika (Chainboaz). Městem prochází i trasa transbalkánské železniční trati Ruse - Podkova.

## Dějiny

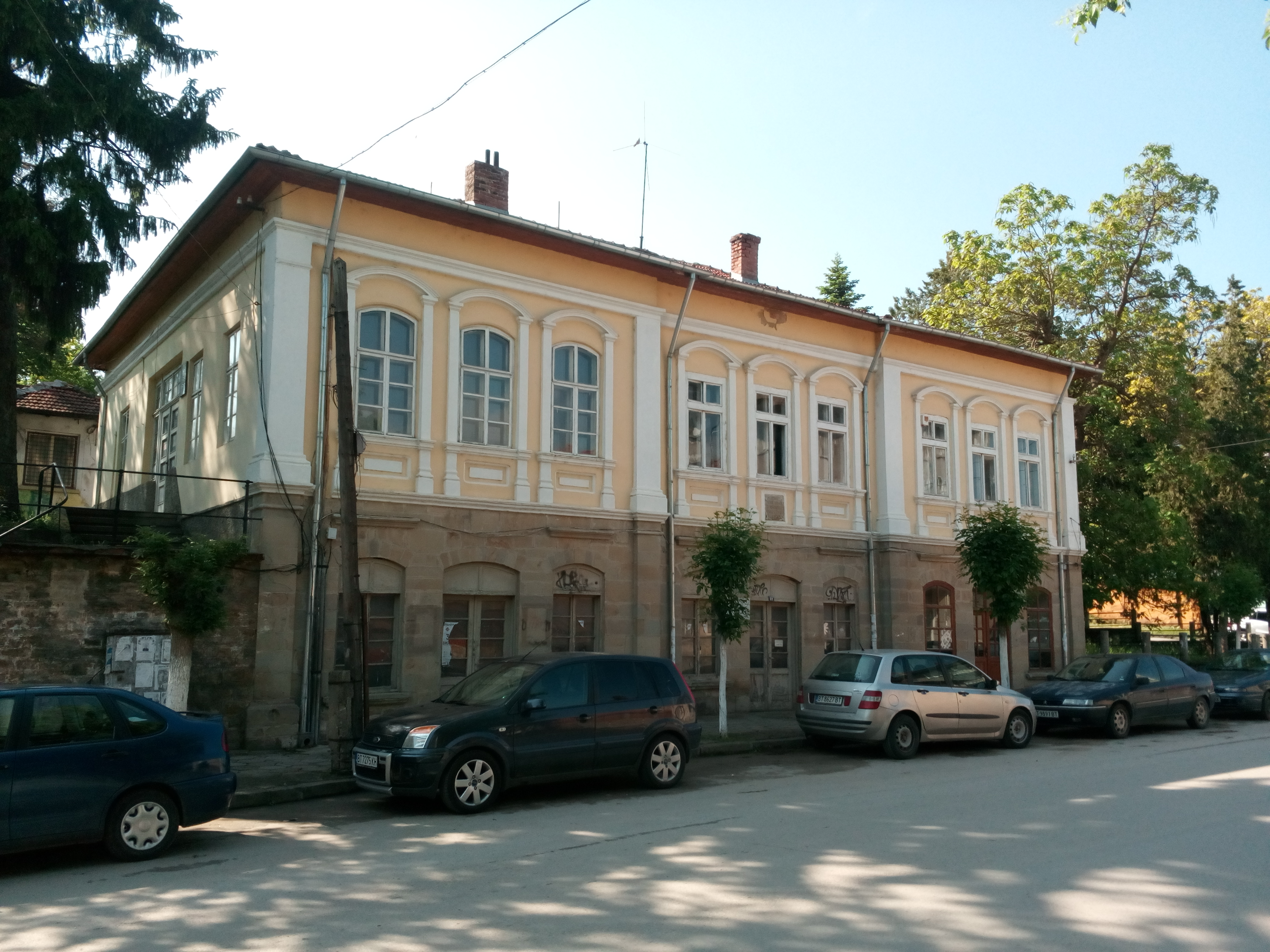
První světská škola, postavená v roce 1879 místním předákem Nikolou Christovem, zvaným Samouk

Poblíž dnešního města se v době druhé bulharské říše nacházela stará osada a bojarská usedlost s kostely a kláštery. V té době pravděpodobně existovalo i osídlení přímo v místě. Osada je poprvé písemně zmiňována v osmanském rejstříku z 80. let 15. století pod názvem Debelçe jako timar Ünuse, syna Kary Hazıra. V dalším rejstříku z roku 1579 jsou obyvatelé obce uváděni jako derbendžijové, kteří byli povinni opravovat a udržovat most přes řeku Belicu a chránit nebezpečná místa na zdejší silnici vedoucí k horským průsmykům. Tento starý most byl postaven před více než 350 lety neznámým stavitelem. Říká se, že po postavení mostu přišla velká voda a strhla jej. Bej se rozzlobil a řekl staviteli, že pokud bude most znovu stržen, dá mu useknout hlavu.
V roce 1834 zde byla otevřena církevní škola u kostela svaté Mariny, ve které vyučoval obrozenec Petko Slavejkov. V roce 1862 byl v obci postaven další kostel Pramene svaté Matky Boží (Източник Света Богородица) Jeho stavitelem byl Stefan Rabatilja, žák mistra Nikoly Fičeva. V roce 1864 byl zdejší most napojen na státní silnici Drjanovo - Ruse, kterou nechal postavil Midhad paša.
Před osvobozením a v prvních letech po něm se v obci zastavil příliv obyvatelstva. Migrační proces byl v té době, zejména na přelomu 19. a 20. století, zaměřen na velká města Ruse, Plovdiv, Sofii, Novi Pazar atd. Výsledkem bylo, že ve 30. letech 20. století žilo v Debelci a jeho blízkém okolí odhadem 3 820 až 4 815 obyvatel.
Významnou osobou tohoto období byl Nikola Christov, zvaný Samouk. V roce 1872 vyrobil podle rakouského vzoru ventilátor, čímž položil základ zdejšímu strojírenskému průmyslu. V roce 1879 nechal postavit první světskou školu, na kterou umístil desku s nápisem: „Kdo hledá vzdělání, ať sem přijde!“ V roce 1885 zaregistroval první strojírnu Napredak a následujících letech zvýšil výrobu ventilátorů, přičemž výrobky neustále vylepšoval. V roce 1907 získal jeho model Vejalka stříbrnou medaili na londýnské výstavě. Mimo to se zasloužil o zachování mostu přes řeku Belicu, který posloužil jako vzor pro most u města Bjala. Most byl později prohlášen kulturní památkou.
V roce 1934 byla v obci otevřena nová škola, kterou v současnosti[kdy?] navštěvuje více než 300 dětí. V roce 1963 byla otevřena Odborná škola strojní a přístrojová.
V roce 1930 zde zahájila výrobu konzervárna Konserva . Po několika letech postavila tehdejší Lidová banka v Debelci další konzervárnu a v roce 1947 se obě spojily pod názvem Trudovo. Kromě nich byly v Debelci v roce 1944 provozovány dvě slévárny železa, tři strojírny, dvě lisovny oleje a cihelna Stefana Bachvarova. Po roce 1944 se roztříštěný drobný průmysl spojil do velkého strojírenského závodu Rudá hvězda, který byl v roce 1951 významně rozšířen. Po pádu komunismu závod, stejně jako mnoho podniků v Bulharsku, upadl. Jeho nástupcem je firma TMCo Ltd., jejíž produkce se vyváží do 20 zemí.
Městem byl Debelec prohlášen v roce 1974.

## Obyvatelstvo
K 15. březnu 2024 ve městě žilo 3 557 obyvatel a bylo zde trvale hlášeno 3 738 obyvatel. Níže uvedená tabulka ukazuje změnu počtu obyvatel města v období od roku 1934 do roku 2021:
| rok      | 1934  | 1946  | 1956  | 1965  | 1975  | 1985  | 1992  | 2001  | 2011  | 2021  |
| populace | 2 538 | 2 396 | 2 560 | 4 016 | 4 797 | 4 705 | 4 639 | 4 413 | 4 032 | 3 569 |

Podle sčítání z 1. února 2011 bylo národnostní složení následující:
- Bulhaři: 3 668 (96.0 %)
- Romové: 77 (2.0 %)
- Turci: 57 (1.5 %)
- ostatní[p 2]: 17 (0.4 %)